# Barret-sur-Méouge
Pour les articles homonymes, voir Barret (homonymie) et Méouge (homonymie).
Barret-sur-Méouge est une commune française située dans le département des Hautes-Alpes, en région Provence-Alpes-Côte d'Azur.
Ses habitants sont appelés les Barretiers.

## Géographie
Barret-sur-Méouge est située à 25 km de Sisteron et 72 km de Gap. La commune est desservie par la ligne de transport scolaire Laragne - Mévouillon.
La Méouge est une rivière qui prend sa source dans la Drôme sur la commune de Barret-de-Lioure.

### Climat
Pour des articles plus généraux, voir Climat de Provence-Alpes-Côte d'Azur et Climat des Hautes-Alpes.
En 2010, le climat de la commune est de type climat méditerranéen altéré, selon une étude du Centre national de la recherche scientifique s'appuyant sur une série de données couvrant la période 1971-2000. En 2020, Météo-France publie une typologie des climats de la France métropolitaine dans laquelle la commune est exposée à un climat de montagne ou de marges de montagne et est dans la région climatique Alpes du sud, caractérisée par une pluviométrie annuelle de 850 à 1 000 mm, minimale en été.
Pour la période 1971-2000, la température annuelle moyenne est de 10,7 °C, avec une amplitude thermique annuelle de 17,3 °C. Le cumul annuel moyen de précipitations est de 986 mm, avec 7,1 jours de précipitations en janvier et 4,5 jours en juillet. Pour la période 1991-2020, la température moyenne annuelle observée sur la station météorologique de Météo-France la plus proche, « Laragne Montéglin », sur la commune de Laragne-Montéglin à 9 km à vol d'oiseau, est de 12,0 °C et le cumul annuel moyen de précipitations est de 813,8 mm. 
La température maximale relevée sur cette station est de 41,1 °C, atteinte le 28 juin 2019 ; la température minimale est de −17,4 °C, atteinte le 18 décembre 2010,,.
Les paramètres climatiques de la commune ont été estimés pour le milieu du siècle (2041-2070) selon différents scénarios d'émission de gaz à effet de serre à partir des nouvelles projections climatiques de référence DRIAS-2020. Ils sont consultables sur un site dédié publié par Météo-France en novembre 2022.

## Urbanisme

### Typologie
Au 1er janvier 2024, Barret-sur-Méouge est catégorisée commune rurale à habitat très dispersé, selon la nouvelle grille communale de densité à 7 niveaux définie par l'Insee en 2022.
Elle est située hors unité urbaine. Par ailleurs la commune fait partie de l'aire d'attraction de Sisteron, dont elle est une commune de la couronne,. Cette aire, qui regroupe 21 communes, est catégorisée dans les aires de moins de 50 000 habitants,.

### Occupation des sols
L'occupation des sols de la commune, telle qu'elle ressort de la base de données européenne d’occupation biophysique des sols Corine Land Cover (CLC), est marquée par l'importance des forêts et milieux semi-naturels (88,6 % en 2018), une proportion sensiblement équivalente à celle de 1990 (89,1 %). La répartition détaillée en 2018 est la suivante :
forêts (50,3 %), milieux à végétation arbustive et/ou herbacée (30,2 %), espaces ouverts, sans ou avec peu de végétation (8,1 %), zones agricoles hétérogènes (7,5 %), terres arables (2,9 %), prairies (1,1 %).
L'évolution de l’occupation des sols de la commune et de ses infrastructures peut être observée sur les différentes représentations cartographiques du territoire : la carte de Cassini (XVIIIe siècle), la carte d'état-major (1820-1866) et les cartes ou photos aériennes de l'IGN pour la période actuelle (1950 à aujourd'hui).

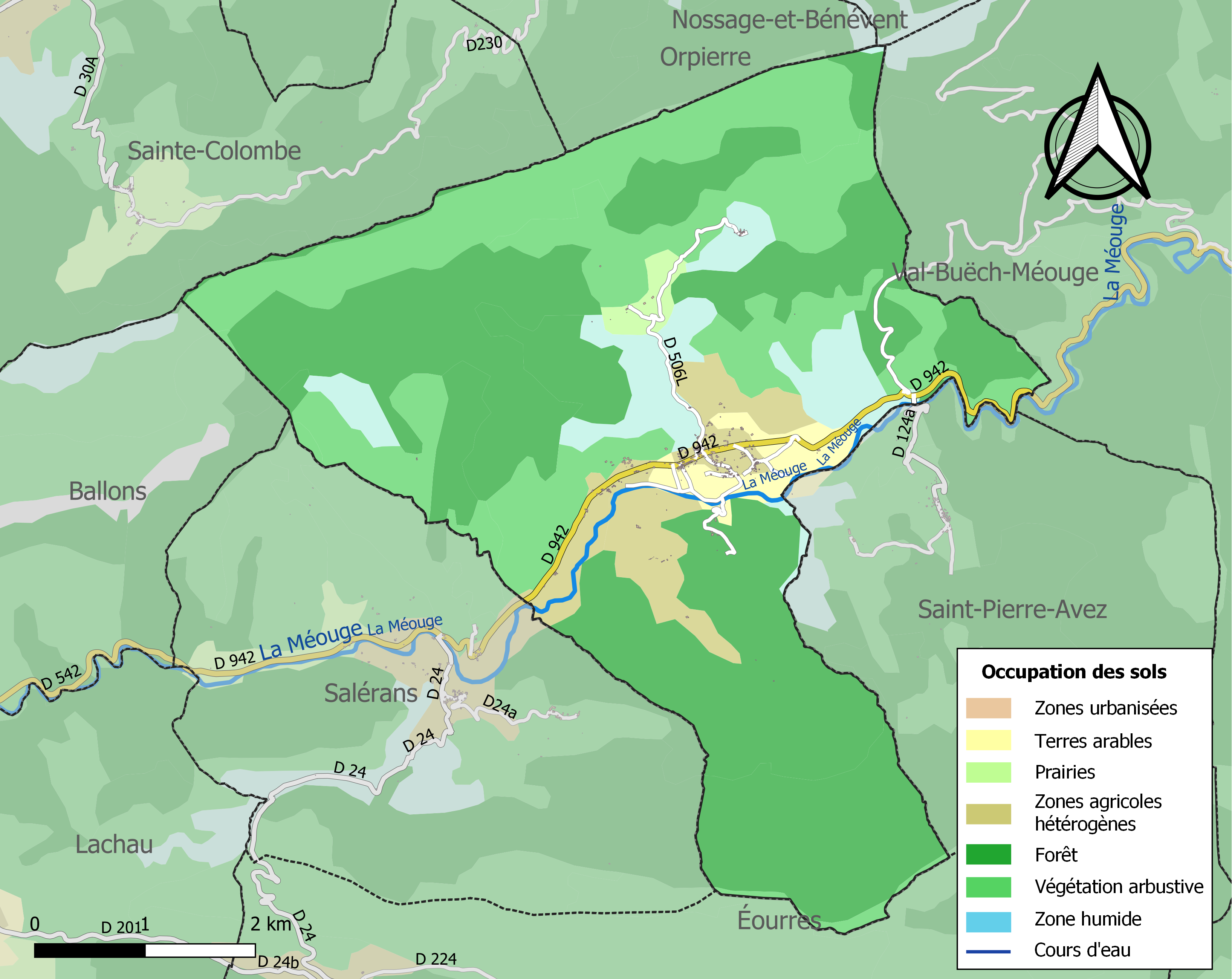
Carte de l'occupation des sols de la commune en 2018 (CLC).

## Toponymie
En vivaro-alpin, c'est Barret sus Meüja.
Barret semble dériver de l'oronyme gaulois Barro signifiant sommet et du suffixe diminutif et.
Barret-le-Bas : le nom de la localité est attesté sous la forme Barretum inférior dès 1179.
Barret-le-Haut : le nom de la localité est attesté sous la forme Barretum capre (« Barret des chèvres ») en 1119.

## Histoire
Du Xe au XIIe siècle, l’abbaye Saint-André de Villeneuve-lès-Avignon percevait les revenus de six églises de la commune.
Alors qu'elles étaient deux communes distinctes depuis 1793, Barret-le-Haut est absorbée par Barret-le-Bas, en 1944 sous le nom de Barret-le-Bas.
Par décret du 1er février 2001, la commune Barret-le-Bas prend le nom de Barret-sur-Méouge.

## Politique et administration

### Liste des maires
| Période                                  | Période      | Identité        | Étiquette | Qualité      |
| ---------------------------------------- | ------------ | --------------- | --------- | ------------ |
| Les données manquantes sont à compléter. |              |                 |           |              |
|                                          |              |                 |           |              |
| avant 2005                               | juillet 2020 | Bruno Lagier    |           | Commerçant   |
| juillet 2020                             | En cours     | Philippe Peyre, |           | Ancien cadre |

Le résultat du second tour de l'élection présidentielle française de 2012 à Barret-sur-Méouge a été invalidé par le Conseil constitutionnel, les listes d'émargement n'ayant pas été transmises,.

### Intercommunalité
Après avoir fait partie de la communauté de communes du canton de Ribiers Val de Méouge de 1993 à 2016, Barret-sur-Méouge fait partie, depuis le 1er janvier 2017, de la communauté de communes du Sisteronais Buëch.

## Démographie
Ses habitants sont appelés les Barretiers.
L'évolution du nombre d'habitants est connue à travers les recensements de la population effectués dans la commune depuis 1793. Pour les communes de moins de 10 000 habitants, une enquête de recensement portant sur toute la population est réalisée tous les cinq ans, les populations de référence des années intermédiaires étant quant à elles estimées par interpolation ou extrapolation. Pour la commune, le premier recensement exhaustif entrant dans le cadre du nouveau dispositif a été réalisé en 2006.

En 2022, la commune comptait 192 habitants, en évolution de −12,73 % par rapport à 2016 (Hautes-Alpes : +0,4 %, France hors Mayotte : +2,11 %).
| 1793 | 1800 | 1806 | 1821 | 1831 | 1836 | 1841 | 1846 | 1851 |
| ---- | ---- | ---- | ---- | ---- | ---- | ---- | ---- | ---- |
| 550  | 502  | 540  | 568  | 520  | 480  | 523  | 493  | 481  |

| 1856 | 1861 | 1866 | 1872 | 1876 | 1881 | 1886 | 1891 | 1896 |
| ---- | ---- | ---- | ---- | ---- | ---- | ---- | ---- | ---- |
| 430  | 442  | 420  | 425  | 414  | 372  | 349  | 408  | 335  |

| 1901 | 1906 | 1911 | 1921 | 1926 | 1931 | 1936 | 1946 | 1954 |
| ---- | ---- | ---- | ---- | ---- | ---- | ---- | ---- | ---- |
| 326  | 342  | 340  | 272  | 269  | 247  | 229  | 234  | 203  |

| 1962 | 1968 | 1975 | 1982 | 1990 | 1999 | 2006 | 2011 | 2016 |
| ---- | ---- | ---- | ---- | ---- | ---- | ---- | ---- | ---- |
| 179  | 342  | 291  | 187  | 237  | 232  | 218  | 233  | 220  |

| 2021 | 2022 | - | - | - | - | - | - | - |
| ---- | ---- | - | - | - | - | - | - | - |
| 187  | 192  | - | - | - | - | - | - | - |

## Économie
La rivière la Méouge se trouve en bas du village. Elle est le lieu de diverses soirées et animations.

## Culture locale et patrimoine

### Lieux et monuments
- Château ruiné du XIIe siècle
- Église Saint-Michel composite
- Chapelles (Saint-Laurent XIe et XIIe siècles)